# ييفيرا (ثيسالونيكي)
ييفيرا (Γέφυρα وتعني حرفياً "الجسر"، وكانت تسمى توبسين Τοψίν حتى عام 1926، البلغارية: Топчиево / توبشييفو، بالتركية: Topçin توبتشين) هي قرية وكومونة في بلدية خالكيدونا،  على بعد حوالي 20 كم شمال غرب سالونيك.
كانت جزءًا من بلدية أجيوس أثاناسيوس قبل إصلاح الحكومة المحلية عام 2011، وكانت منطقة بلدية فيها. سجل تعداد عام 2011 مجموع 3,059 نسمة في الكومونة. تبلغ مساحة كومونة جيفيرا 29.836 كيلومتر مربع.
يوجد تقاطع طرق سريع بالقرب من جيفيرا، حيث يلتقي الطريقان الأوروبيان E75 و E86.
القرية هي موقع استسلام الحامية العثمانية في سالونيك بقيادة حسن تحسين باشا للجيش اليوناني بقيادة ولي العهد الأمير قسطنطين خلال حرب البلقان الأولى (1912). تضم الفيلا التي تم فيها الاستسلام الآن متحف حروب البلقان.